# Datu Salibo
Datu Salibo est une localité de la province de Maguindanao, aux Philippines. En 2015, elle compte 14 947 habitants.